# Ossès
Ossès (tiếng Basque: Ortzaize) là một xã thuộc tỉnh Pyrénées-Atlantiques trong vùng Nouvelle-Aquitaine miền tây nam nước Pháp.

## Liên kết ngoài